# Саут Виндам (Мејн)
Саут Виндам (енгл. South Windham) насељено је место без административног статуса у америчкој савезној држави Мејн.

## Демографија
По попису из 2010. године број становника је 1.374.
| Група             | 2000.    | 2010.         |
| Белци             | 0 (0,0%) | 1.291 (94,0%) |
| Афроамериканци    | 0 (0,0%) | 43 (3,1%)     |
| Азијати           | 0 (0,0%) | 3 (0,2%)      |
| Хиспаноамериканци | 0 (0,0%) | 17 (1,2%)     |
| Укупно            | 0        | 1.374         |